# Glen Plake
Glen Plake est un skieur professionnel américain, né le 9 septembre 1964 à Livermore en Californie. Il est connu pour être un pionnier du ski extrême et pour sa légendaire crête iroquoise.

## Biographie
Glen Plake monte sur des skis pour la première fois à l'âge de deux ans. Il prend des cours à l'école de ski, et débute les compétitions en ski alpin. Il continue par la suite avec des compétitions de ski tout-terrain (Mogul skiing en anglais, l'ancêtre du ski de bosses), et entre en équipe nationale. 
Par la suite Glen Plake commença à tourner dans des films comme The Blizzard of Aahhhs et à apparaître dans des magazines. Il décida alors de devenir skieur professionnel et se démarqua par des sauts toujours plus hauts dans des pentes toujours plus raides.
Plake gagna à trois reprises les World Hot Dogs.
En octobre 2006 il rejoint l'équipementier sportif Elan et contribue au développement de nouveaux skis.
Glen Plake participe à des expéditions, par exemple en Inde où a été tourné le film Rice On Ice, ou encore au sud du Pérou avec Remy Lecluse.